# Nevil Maskelyne (magicien)
Pour les articles homonymes, voir Nevil Maskelyne (homonymie).
Nevil Maskelyne (1863-1924) était un inventeur et magicien britannique, fils du magicien John Nevil Maskelyne. Il succéda à son père à l'Egyptian Hall de Londres.

## Biographie
Nevil Maskelyne se fit également connaître en tant que « hackeur » avant la lettre, lorsqu'il interféra avec la démonstration de télégraphie sans fil de Guglielmo Marconi effectuée à Londres devant la Royal Institution en 1903 . En diffusant son propre message en morse se moquant de Marconi, il montra que les prétentions de Marconi concernant l'établissement d'une communication confidentielle n'étaient pas fondées. Il revendiqua publiquement ce fait dans The Times. Trois ans auparavant, Maskelyne avait réussi à utiliser les ondes électromagnétiques pour diffuser un message d'une station terrestre à un ballon aérien situé à 10 miles. Il utilisa également cette technologie afin d'allumer à distance de la poudre à canon. Ces compétences reconnues l'aidèrent à se faire employer par l'Eastern Telegraph Company fin 1901 - début 1902 à des fins d'espionnage économique : la compagnie de télégraphe était en fait inquiète de la démonstration faite, fin décembre 1901, par Marconi d'une communication transatlantique utilisant la « télégraphie sans fil ».
Nevil Maskelyne rédigea plusieurs ouvrages sur la magie, dont Our Magic: The Art in Magic, The Theory of Magic, The Practice of Magic (avec David Devant) et On the Performance of Magic. C'est le père de Jasper Maskelyne, qui continua l'art familial de la magie et atteint une certaine notoriété en travaillant pour l'armée et le MI9 lors de la Seconde Guerre mondiale.